# Leisure Suit Larry 5: Passionate Patti Does a Little Undercover Work
Leisure Suit Larry 5: Passionate Patti Does a Little Undercover Work — четвёртая игра в серии графических приключенческих игр от Sierra Entertainment — Leisure Suit Larry. Это первая игра серии с 256-цветной графикой и полностью заточенным под мышку интерфейсом. Современников выхода этой игры ввело в растерянность её название, ибо четвёртой части они так и не увидели.

## Сюжет
Из-за кражи дискет Ларри потерял память о событиях четвёртой части и теперь он работает в порноиндустрии и разыскивает моделей по всей стране, а Патти устроилась в ФБР и расследует дело о коррупции в музыкальном бизнесе. В итоге оказывается, что главный коррупционер — это начальник Ларри.

## Геймплей
Игрок управляет действиями героя с помощью мыши, кликая ею по предметам вокруг. Если Ларри не может с ними взаимодействовать, то игроку демонстрируется саркастический комментарий по этому поводу, в случае успеха предмет попадает ему в инвентарь.
В пятой части отсутствует имевшийся в прошлых играх серии механизм изменения уровня непристойности.
В ходе игры Ларри может соблазнить трёх моделей-претенденток.

## Отзывы
Большинство отзывов дали игре положительную оценку и хвалили упрощённое управление, улучшенную графику и звук. Критики в основном удостоились характерно низкое для серии качество юмора и отсутствие новых интересных ходов. Игра получила «Distinctive Adventure Award» от Enchanted Realms Adventure Game Magazine.
Рецензент из Computer Gaming World назвал Leisure Suit Larry 5 «всесторонне приятной игрой». В рецензии журнала Amiga Computer Джонатан Мэддок присвоил ей 91 % и порекомендовал игру как «лучшую из серии». Он похвалил её управление и графику, сравнив последнюю с мультфильмами студии Дисней, а также музыку, отметив, что её написал известный композитор Крейг Сафан. Дмитрий Смыслов в рецензии для Навигатора игрового мира также похвалил управление, графику и саундтрек игры, назвав музыкальное сопровождение пятой части самым удачным. Стив Мерретт также счёл, что графика и звук в этой игре лучшие в серии. Макс Магенауэр поставил игре 85 % и отметил высокое качество звука, графики и юмора; соотношение «цена/качество» он выставил в 80 %.
Рецензентка журнала Zero Амая Лопес дала игре 83 %, сравнив качество юмора с Шоу Бенни Хилла и покритиковав то, что Пэтти игрок управляет лишь малую долю времени, это она назвала «типичным». В то же время Лопес сообщила, что хотя главный герой ей несимпатичен, игра её затянула, и похвалила графику, звук и управление. Поставивший Leisure Suit Larry 5 82 % Стив Мерретт порекомендовал её аудитории, хотя и счёл, что сюжет не очень интересен, головоломки простоваты, а игра не вполне стоит своей цены. Самую низкую оценку (50 %) игре поставили трое: Карл Фостер из Amiga Power, Пол Пресли из The One for Amiga Games и Тим Смит из Amiga Format. Фостер назвал игру «средней» и скучной, раскритиковав юмор и ожидаемые повороты сюжета; графика игры ему показалась излишне карикатурной, а анимация — ещё хуже, чем графика. Как и Фостер, Пресли поругал то, насколько игра медленна при игре без жёсткого диска, низко оценил качество юмора и графики, однако посчитал сюжет хорошо продуманным. Основным предметом критики Тима Смита стали сексизм, низкая производительность без жёсткого диска и низкопробный юмор.
По словам Эла Лоу каждая игра в серии Leisure Suit Larry, включая Leisure Suit Larry 5, продалась тиражом более 250 000 копий.